# Puerta Cerrada (Madrid)

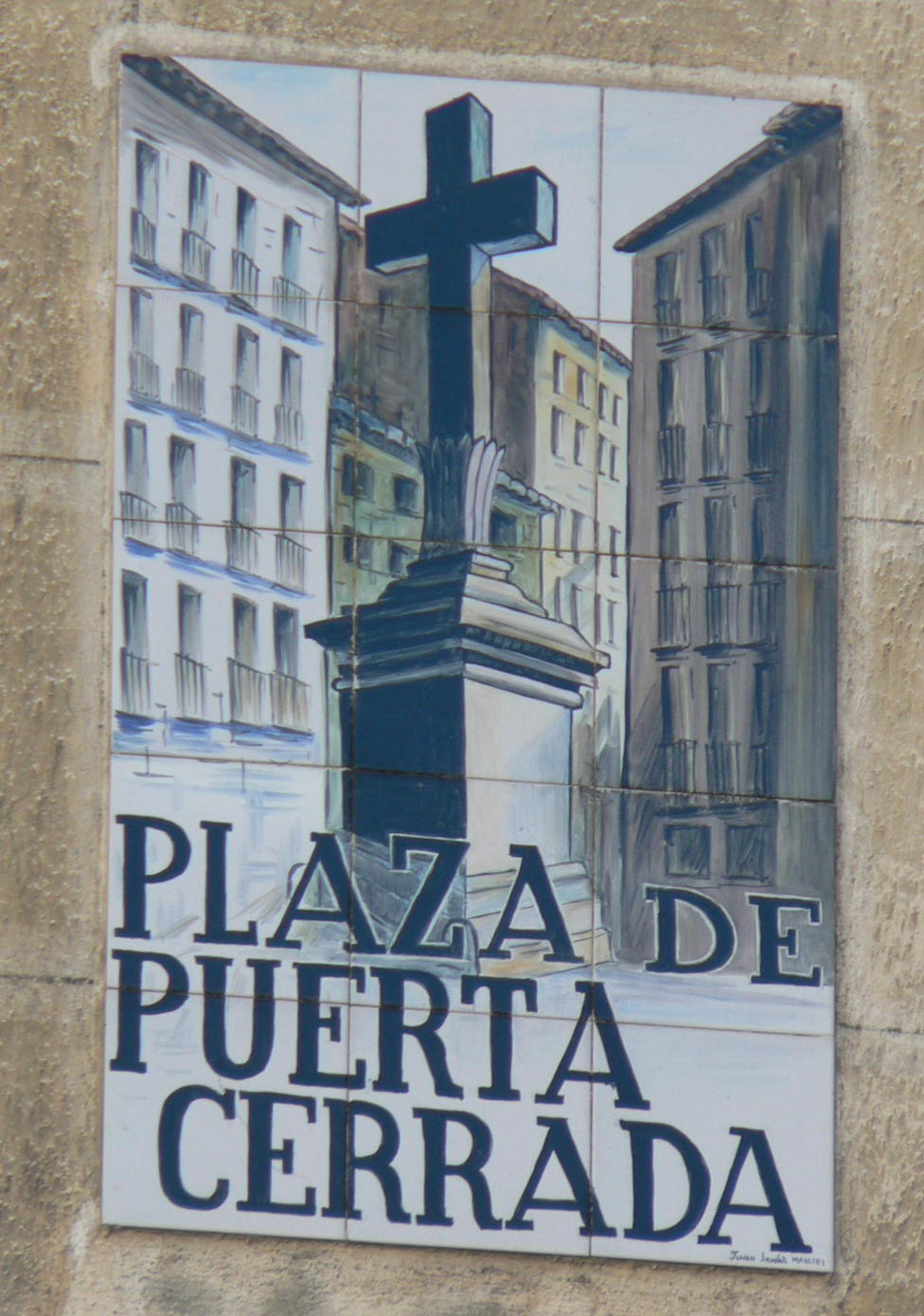
Placa de azulejos en la plaza de Puerta Cerrada, obra del ceramista valenciano Juan Sanchís.

La puerta Cerrada fue uno de los accesos del recinto amurallado de Madrid. Se llegaba a ella desde el Este, subiendo por la calle real hasta la plaza del Arrabal (luego plaza Mayor), junto a la derribada puerta de Guadalajara. En el inicio del siglo XXI este espacio urbano está formado por la encrucijada de la plaza de Puerta Cerrada. La supuesta ubicación de la puerta medieval está indicada por un hito en forma de cruz. En 1582 la puerta sufrió un devastador incendio que la destruyó por completo y dio lugar a la plaza. 
La puerta tuvo varias denominaciones: puerta de la Culebra y puerta de la Sierpe; todas ellas haciendo referencia al dragón esculpido en la clave de su arco.

## Historia
En el siglo XII se instalaron en sus inmediaciones los gremios de cobreros (artesanos del cobre) y latoneros (artesanos del latón). Todos ellos ubicados en la plazoleta de los herreros. La posterior denominación de Puerta Cerrada proviene de los diversos incidentes, como robos y asaltos ocurridos en sus inmediaciones, que llevaron a la decisión de cerrarla durante la noche. El historiador León Pinelo llegó a anotar su cierre definitivo.
A mediados del siglo XV, se produjo un crecimiento demográfico sensible en los arrabales de la ciudad, de forma que el Concejo tuvo que donar solares a los mudéjares que habitaban en las cercanías de la puerta Cerrada, dando lugar a la morería nueva, barrio situado junto a la plaza del Arrabal (más tarde plaza Mayor). El barrio estaba compuesto de mudéjares de clase alta, mientras que adyacente se encontraba la morería vieja, barrio moro donde residían los más pobres. El posterior crecimiento urbano hizo que se abriera la puerta para comunicar los nuevos barrios del arrabal con los internos. La "Puerta" conservó sin embargo la denominación "Cerrada", de ahí el uso irónico que de puerta y nombre hicieron autores como Francisco de Quevedo, Lope de Vega o Agustín Moreto. 
Interpretando los restos arqueológicos encontrados, su ubicación exacta debería estar más al oeste del emplazamiento del hito marcado por la Cruz que hay en la plaza; más hacia la calle del Nuncio, la Cava Baja, Cuchilleros y la calle Gómez de Mora y flanqueada por la Torre del Vinagre, posiblemente destruida en 1647, y la desaparecida puerta de Moros (destruida ya en 1412 y cuya existencia arqueológica se descubrió en los sótanos de un bar de la Cava Baja en 1991, no muy lejos del punto de inicio del arroyo del Alto Abroñigal). La salida de la puerta de la culebra a través de la muralla daba a un puente que salvaba una profunda cava (o foso). 
Fue derribada en 1569 para ensanchar el paso, construyéndose una nueva que duró hasta 1582, año en que fue destruida por un incendio. Tras este incidente Felipe II se opuso a que fuera reconstruida, en virtud del crecimiento urbano de Madrid y su expansión a lo largo del eje de la calle de Segovia, que dejaba a la puerta dentro del nuevo recinto urbano, y sin utilidad. 
Durante la construcción de la Cerca de Felipe IV, debía quedar algún resto de la puerta en los alrededores de la plaza, pues Tirso de Molina en su comedia La huerta de Juan Fernández, pone en boca de los protagonistas:

Como está Madrid sin cerca
A todo gusto da entrada;

Nombre hay de Puerta Cerrada,

Mas pásala quien se acerca.

Su existencia se recoge en algunos folios de la planimetría de Madrid de mediados del siglo XVIII.